# Daniela Köpernick
Daniela Köpernick (* 25. Juli 1973 in Lauchhammer) ist eine ehemalige deutsche Leichtathletin. Sie war 1992 die erste deutsche Meisterin im Stabhochsprung.

## Sportliche Karriere
Daniela Köpernick trat bis 1993 für den SC Cottbus an. Von 1994 bis 1997 startete sie für die LG Potsdam. Nach einem Jahr beim LAC Halensee Berlin wechselte sie 1999 zum ASV Landau.
Bei den Deutschen Meisterschaften 1992 stand der Stabhochsprung der Frauen erstmals auf dem Programm. Daniela Köpernick siegte mit 3,80 Meter vor Carmen Haage, die 1993 gewann. 1996 wurde Köpernick noch einmal Dritte. In der Halle wurde Köpernick 1996 Zweite hinter Christine Adams und 1997 gleichauf mit Adams Dritte hinter Sabine Schulte und Nicole Rieger.
Bei ihrem einzigen Einsatz im Nationaltrikot erreichte Daniela Köpernick 1996 bei den Halleneuropameisterschaften in Stockholm mit 3,95 Meter den vierten Platz. Ihre Bestleistung von 4,20 Meter sprang Köpernick am 1. Juni 1998 in Hengelo.